# Eurídice
Na mitologia grega, Eurídice (em grego:  Ευρυδίκη, transl.: Eurydíkē) é uma ninfa pela qual Orfeu desce às profundezas de Hades.

## Mito

### Versão de Pseudo-Apolodoro
Eurídice foi mordida por uma cobra, e morreu, sendo levada ao Submundo. Orfeu, seu marido, filho da musa Calíope e de Apolo ou de Oeagrus, desce ao submundo e convence Hades a deixar que ela voltasse ao mundo dos vivos. O deus deixa, mas com a condição de que Orfeu não olhasse para trás até que ele chegasse à sua casa, mas Orfeu desobedece, vê sua esposa, e ela volta a Hades.

### Versão de Pausânias
Pausânias critica os gregos por acreditarem em muitas histórias inverídicas, dentre elas a história de que Orfeu era filho de uma musa e desceu ao Hades. Orfeu teria ido a Aornum na Tesprócia onde havia um oráculo dos mortos, acreditando que o espírito de Eurídice o seguia; mas o espírito foi embora quando ele se virou, e, por tristeza, ele cometeu suicídio.

### Outra versão do mito

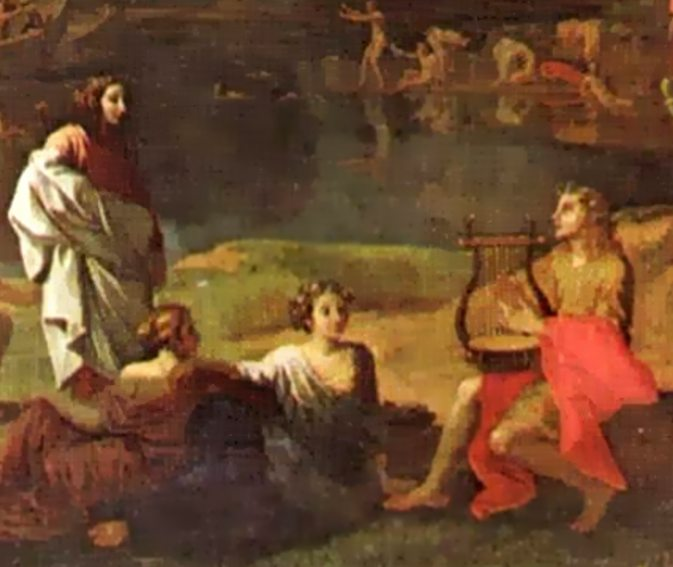
Eurídice e Orfeu por Nicolas Poussin

Eurídice era uma auloníade e encontrou sua morte no vale do rio Pineios, na Tessália, pelas mãos de Aristeu, filho de Apolo e de Cirene, outra ninfa.
O desejo de vingança de Cirene fez com que essa ninfa se transformasse numa cobra venenosa, a qual picou Eurídice enquanto esta fugia de Aristeu.
Desesperado, Orfeu tocou e cantou músicas tão tristes que todos os deuses e ninfas choraram.
Aconselhado por esses deuses, Orfeu desceu ao mundo inferior e, através da música, amaciou o coração de Hades e Perséfone, que permitiram o retorno de Eurídice à superfície, sob a condição de que Orfeu caminhasse sempre à sua frente, sem olhar para trás até que alcançassem o mundo superior.
Mas Eurídice tropeça e arqueja "Orfeu!" fazendo-o olhar para trás. Imediatamente, Eurídice é puxada de volta ao mundo inferior e Orfeu perde a sua amada, encontrado-a somente mais tarde após a sua morte nos Campos Elísios.

### Variações
O mito de Eurídice é, possivelmente, uma adição tardia aos mitos de Orfeu. O título Eurudike ("aquela cuja justiça é sábia") era um dos epítetos atribuídos no culto de Perséfone.
O mito pode também ser derivado de outro, onde Orfeu desce ao Tártaro e seduz a deusa Hécate.